# Espaguetificação

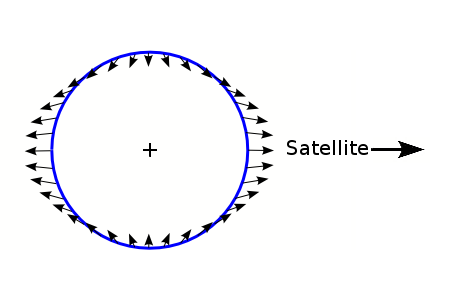
Forças de maré agindo sobre um corpo esférico em um campo gravitacional. Este efeito se origina a partir da fonte à direita (ou à esquerda) do diagrama. Setas mais longas indicam forças mais fortes.

Em astrofísica, a espaguetificação (pt-BR) ou esparguetificação [pt-PT] é o alongamento vertical e compressão horizontal de objetos em formas estreitas e alongadas (tal como um fio de espaguete) em um campo gravitacional muito forte, sendo causado por forças de maré extremas. Na maioria dos casos, nas proximidades de buraco negro de massa estelar o alongamento é tão intenso que nenhum objeto pode manter sua integridade física, não importa a dureza de seus componentes. Em uma pequena região a compressão horizontal compensa o alongamento vertical de forma que pequenos objetos espaguetificados não experimentam nenhuma mudança no volume.
Em seu livro Uma Breve História do Tempo (1988),  Stephen Hawking descreve o voo de um astronauta fictício que, ao passar pelo horizonte de eventos de um buraco negro, é "esticado como um espaguete" pelo gradiente gravitacional (diferença da força) da cabeça aos pés. No entanto, o termo espaguetificação fora estabelecido muito antes; Nigel Calder, por exemplo, o utiliza em seu livro A Chave para o Universo (1977), uma compilação duma cordao documentário da BBC The Key to the Universe.
Nos casos de buracos negros supermassivos, o gradiente gravitacional nas imediações do horizonte de eventos é muito mais suave, por isso não se produz o efeito de espaguetificação.

## Um exemplo simples
Os quatro objetos seguem as linhas de seus campos eletrogravitacionais, rumo ao centro do corpo gravitacional. De acordo com a lei do quadrado invertido, o mais baixo dos quatro objetos sofre a maior aceleração gravitacional, de modo que a formação como um todo se alinha em uma corda alongada. Agora imagine que as bolas verdes da animação são partes de um objeto maior. Um objeto mais rígido resistirá à distorção — forças elásticas internas se desenvolverão na medida em que o corpo se distorce para compensar as forças de maré, atingindo o equilíbrio mecânico. Se as forças de maré forem muito intensas, o corpo poderá se liquefazer ou fluir antes que as forças de maré sejam equilibradas, ou fraturar.

## Exemplo de forças de maré fortes e fracas

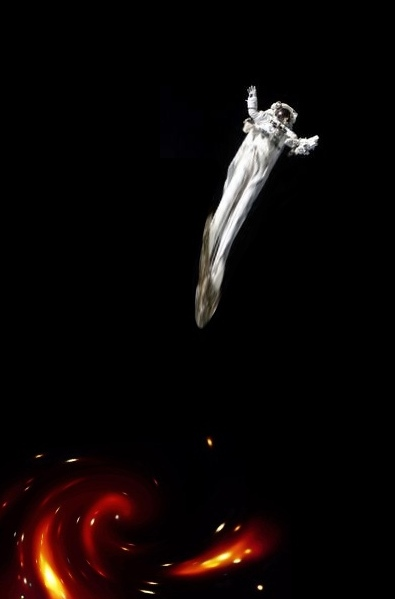
Impressão artística de um astronauta sendo "espaguetificado" pelas forças de maré de um buraco negro.

No campo gravitacional devido a uma massa pontual ou massa esférica, para uma corda uniforme orientada em direção o centro de gravidade, a  força de tensão no centro é encontrada pela integração da força de maré desde o centro até uma das terminações. Isto resulta em {\displaystyle {\frac {\mu lm}{4r^{3}}}}, onde {\displaystyle \mu } é o parâmetro gravitacional padrão do corpo maciço, l é o comprimento do filamento, m é sua massa, e r é a distância até o corpo maciço. Para objetos não-uniformes a força de tensão é menor se mais massa estiver próxima ao centro, e duas vezes maior se mais massa estiver nas terminações. Além disso há a força compressora horizontal rumo ao centro.
Para corpos maciços com superfície a força de tensão é maior próximo à superfície, e este valor máximo depende apenas do objeto e da densidade média do corpo maciço (enquanto o objeto em questão for pequeno em relação ao corpo maciço). Por exemplo para uma corda com uma massa de 1 kg e um comprimento de 1 m, e um corpo maciço cuja densidade média equivale à da Terra, essa força de tensão decorrente da força de maré é de apenas 0,4 μN.
Devido à alta densidade, a força de maré próximo à superfície de uma anã branca é muito mais forte, causando no exemplo uma força de tensão máxima de mais de 0,24 N. Próximo à uma estrela de nêutrons as forças de maré são muito mais fortes; se a corda possuir uma força de tensão de 10.000 N e for dragada verticalmente para uma estrela de nêutrons de 2,1 massas solares, desconsiderando o fato de que ela derreteria, ela se romperia a uma distância de 190 km do centro, muito acima da superfície (o raio típico de uma estrela dessa massa é de 12 km).
Enquanto no último caso objetos seriam de fato destruídos e pessoas mortas pelo calor, e não pelas forças de maré, próximo a um buraco negro (pressupondo que não há nenhuma matéria nas proximidades) os objetos seriam de fato destruídos e as pessoas mortas pelas forças de maré, tendo em vista que os buracos negros não emitem radiação. Além disso, o buraço negro não possui superfície para interromper a queda. Na medida em que um objeto é tragado por um buraco negro, as forças de maré aumentam ad infinitum, e nada pode resistir a elas. Por isso, o objeto cainte é esticado até se tornar um fino filamento de matéria. Próximo à singularidade, as forças de maré desintegram até mesmo as moléculas.

## Dentro ou fora do horizonte de eventos
O ponto em que as forças de maré destroem um objeto ou matam uma pessoa depende do tamanho do buraco negro. Para um buraco negro supermaciço, tal como aqueles encontrados no centro das galáxias, este ponto se situa dentro do horizonte de eventos, dessa forma um astrônomo pode cruzar o horizonte de eventos sem experimentar qualquer empuxo ou esmagamento (isso, porém, é apenas uma questão de tempo, pois, uma vez dentro do horizonte de eventos, é impossível escapar à dragagem pelo buraco negro). Para buracos negros pequenos, cujo raio de Schwarzschild  é muito mais próximo da singularidade, as forças de maré matariam muito antes de o astronauta atingir o horizonte de eventos.  Por exemplo, para um buraco negro de 10 massas solares e a corda mencionada acima a uma distância de 1.000 km, a força de tensão no meio da corda seria de 325 N. Nessas condições a corda se romperia a 320 km, bem no exterior do raio de Schwarzschild de 30 km. Para um buraco negro de 10.000 massas solares a corda se romperia a 3200 km, bem no interior do raio de Schwarzschild de 30.000 km.